# 毛利両川
毛利両川（もうりりょうせん）は、戦国時代の山陰・山陽の大半を統治した戦国大名・毛利元就によって確立した軍事、または政治組織の通称。吉川氏に次男の元春、小早川氏には三男の隆景を養子に据え、安芸国に大きな勢力を持っていたこの両家を毛利分家に変えることで、それぞれの勢力を吸収し、中国路制覇を果たすのに大きな役割をした。
元春の死後は三男の吉川広家が跡を継ぎ、隆景の死後は小早川氏は事実上消滅し、甥で元就の四男・穂井田元清の子の毛利秀元を祖とする長府毛利家（旧穂井田氏）がその役割を継承することによって、広義においては長州藩初期まで継続されることとなる。

## 概要

### 成立期
毛利元就が実子である元春・隆景を吉川氏・小早川氏の当主にした当時の毛利氏は安芸の国人領主の盟主的な地位にあったものの、彼らを力づくで支配するだけの政治・軍事力は備わっておらず、吉川・小早川両氏と言えども毛利氏とは対等の立場の国人領主であった。毛利氏による安芸の完全支配が確立されていくのは、厳島の戦いで陶晴賢を倒し、大内氏を滅ぼした弘治年間に入って以後のことである。
弘治3年（1557年）、毛利元就が嫡男の毛利隆元に家督を譲る際に、吉川元春・小早川隆景が毛利氏の運営に参画して自分を補佐する事を条件として隆元は家督継承を承諾した。同年11月25日（1557年12月15日）に元就は隆元・元春・隆景の三子に対して有名な「元就教訓状」を出した。元就は毛利の家名を存続させることを第一として、他名（吉川・小早川）は当座のものである事、兄弟が協力して毛利家中を守り立てることを説いたのである。これが毛利宗家を中心として吉川・小早川両氏がこれを支える「毛利両川」体制の成立時期と考えられている。
以後、隆元を高齢の元就が後見し、元春・隆景がこれを補佐する体制で臨んだ毛利氏は尼子氏を制圧して山陽・山陰地方の大半を制圧し、隆元の早世、元就の病没後には隆元の遺児である輝元を毛利氏当主として押し立てることによって、山陰・山陽の覇者・毛利氏の基礎を築いていった。
なお、天正13年（1585年）7月21日に豊臣秀吉から小早川隆景に充てた書簡に「両川」という語が登場しており、当時から「両川」という語が存在していたのがわかる。

### 豊臣政権期
輝元の代に入ると、織田信長による中国平定戦（中国攻め）に晒されるが、天正10年（1582年）の本能寺の変で信長が不慮の死を遂げたことで一旦危機は救われた。だが、広大な織田領と隣接している事実は変わらず、織田政権の帰趨が毛利氏の今後に深く関わってくることになった。
天正11年4月20日（1583年6月10日）、安芸高田郡坂城（日下津城）で、吉川元春、小早川隆景及び筆頭重臣福原貞俊が会議を開き、隆景が羽柴秀吉（後の豊臣秀吉）と、元春が柴田勝家ら反秀吉派と接触を保つことでバランスを維持し、どちらが勝利しても次期織田政権との衝突を避ける方針が固められた（「大日本古文書 毛利家文書」）。この時から両川体制は政治的な意味合いを強めていくことになる。その結果、秀吉が勝利を収め、隆景・安国寺恵瓊が窓口となる形で毛利氏と豊臣政権の関係が強化されることとなった。
豊臣秀吉は四国平定の後、輝元と隆景の分離をはかるため、天正13年に毛利家臣として与えられていた6万3千石とは別に伊予一国を隆景にあたえ、九州の役の終わった九州国分では、隆景に伊予に替えて筑前・筑後及び肥前の一部をあたえた。また、天正20年4月11日（1592年5月22日）には朝鮮出兵に向かうために毛利氏の本拠であった広島城に入った秀吉は、元就の四男穂井田元清の子である毛利秀元を男子のいない輝元の養嗣子とする事について、直接輝元・秀元に対して「輝元に男子が生まれた場合には分家すること」を条件に承認した。一方、吉川氏では吉川元春、続く嫡男元長の死去によって元春の三男・広家が当主に就任した。広家は元々、吉川氏の庶流である宮庄氏を継ぐことになっていたが、この境遇に不満をもって石見小笠原氏の入嗣を図って輝元に阻止された経緯があった。輝元は広家に隠岐一国を与えて収拾したが、その広家が吉川氏を継いだ後も両者の間に微妙なわだかまりを残していた。
3年後の文禄4年（1595年）、輝元に実子である毛利秀就が誕生したため、慶長3年（1598年）の秀吉病死を直前に急遽、秀就の毛利氏後継と秀元の独立大名化が承認され、翌4年（1599年）に長門全域と安芸佐伯郡及び周防吉敷郡の計17万石をもって、小早川隆景の例にならって毛利家臣でありながら独立大名としての身分が認められることとなった。
慶長2年（1597年）に隆景が病死し、家督は毛利氏とは血縁関係のない秀吉の一族の小早川秀秋が継承し、この時点で「毛利両川」としての小早川氏は消滅した（小早川氏そのものも、5年後の秀秋の死により断絶）。このため、隆景が死去した際に隆景本来の所領である三原城は毛利家に返還されることになっていたが、豊臣政権の取次であった石田三成は秀元の独立大名化の方針を受けて彼に吉川広家の所領である伯耆・出雲・隠岐を与えて広家を宙に浮いていた小早川隆景の遺領に移す案を作成した。吉川氏の勢力を削減する意図をもっていた輝元は瀬戸内海の要所である三原を広家に与えることに難色を示して代替地を備中国にする意向を示し、秀元も長門を与えられることを希望し、所領を移される広家は元よりこの提案内容に反発し、三者三様の反対をしたにもかかわらず、慶長4年1月に三成は広家の代替地の決定を先送りする形でこの案を押し切った。だが、直後に三成が失脚すると、徳川家康が決定の見直しを行い、同年6月になって秀元には前述の長門以下17万石を与えて広家の所領をそのままに、隆景の遺領は毛利家にそのまま返還されることになり、輝元・秀元・広家ともにこの案を受け入れた。しかし、この騒動は秀吉死後の毛利家に少なからぬ混乱をもたらして輝元・秀元・広家の足並みの乱れを露呈させただけでなく、広家の三成への反発と家康への接近を招いた。
こうした事情から、輝元は秀元に長門を与えるに際し「松寿（秀就）のために、隆景元春が吾（輝元）にしたように尽して欲しい」と伝えている（「毛利輝元国割書」（長府博物館所蔵））。これによって、小早川氏に代わって長府毛利家（旧穂井田氏）が吉川氏と共に新たな「両川」的な役割を担うことになった。一方、長くわだかまりがあった広家に対しても同様の協力を求めるようになり、広家も輝元に対して奉公を尽くす意思を表明する書状が送られている（『吉川家文書』1200・1201号）。
慶長5年（1600年）の関ヶ原の戦いでは、石田三成の構想に従って輝元を総大将に押し立てて西軍につこうとする秀元・安国寺恵瓊に対して主だった重臣が反発を抱き、7月15日に福原広俊・宍戸元続・益田元祥・熊谷元直ら重臣によって秘かに行われた会議によって、徳川家康と内通して西軍敗北時の毛利氏存続を図る方針が決定され、三成・恵瓊に不信感を抱く広家もこれに同意した。この時も秀元が西軍、広家が東軍につくことによって毛利氏の存続を図ることとなったのである。
だが、広家と秀元の連絡が上手く行かなかったことと、広家と重臣による根回しが不十分であったことから、関ヶ原での西軍敗戦後に、毛利氏は安芸ほか8か国で112万石から周防・長門の2か国29万8千石に大減封を受けることになった。このため、輝元が東の守りとして周防岩国3万石に吉川広家を置き、西の守りとして改めて長門長府6万石に毛利秀元を配置した。この際、改易処分を受けなかった秀元は長州藩の支藩という形式ながらも引き続き大名としての格を維持することになる。
のちに長州藩は、幕府の了解を得て36万9千石に高直しを行ない、それに伴い岩国領も6万石に高直しされる。
以後、豊臣政権で大名として認められていた長府毛利家は大名、認められていなかった岩国吉川氏は陪臣としての家格が固定されることとなった。これによって、長府毛利家と岩国吉川氏は毛利宗家を支えつつも互いには激しく競合していく関係へと変化していくことになる。

### 江戸幕府期
減封後、吉川広家は藩政から退いて毛利秀元が執政となるが、実際の藩政は輝元と筆頭家老であった親吉川派の福原広俊によって主導された。旧毛利領6ヶ国返租問題や熊谷元直粛清などの藩内の混乱を鎮圧したのは輝元の信任が厚く、江戸幕府の重鎮本多正信に近かった広俊であった。広俊の下で藩政は安定を見せたものの、慶長18年（1613年）に秀元が徳川家康の養女（松平康元の娘、家康の姪）を後室に迎え入れると、輝元は秀元が徳川氏とのつながりを持ったことに危惧を抱き、改めて秀元と広俊に共同して秀就の後見を行うように命じた。その後、秀元は藩政において大きな権力を持った広俊に不満を抱く重臣たちと結んだため、互いに相手の排斥を図る様になった。
そのような中で、大坂の陣が発生する。広家や広俊は輝元にただちに幕府軍に参加するように勧めた。だが、今度は秀元が輝元と極秘に協議して、万が一豊臣方が勝利した場合に備えて輝元の従兄弟にあたる内藤元盛（佐野道可）を秘かに大坂城に入城させて豊臣方に参加させ、敗戦後帰国した元盛を処刑して内藤氏を取り潰した。これは広家が関ヶ原で行ったのと全く同じことであったが、一歩間違えれば周防・長門すら失いかねない事態であり、そうした重大な計画を秀元・輝元・秀就とわずかな側近だけで決定し、広家や広俊らをはじめ重臣らには全く知らせていなかった。これに激怒した広家は、居城の岩国城に引き籠もり、嫡男の広正に家督を譲って隠居し、広俊も役職を辞退した。
ところが、秀元は家康との婚姻関係と老中土井利勝との親交を頼みに、関ヶ原の時の広家とは逆に藩政の掌握を図り、益田元祥・清水景治らを起用して広家父子や福原氏・児玉氏ら古くからの重臣達に圧迫を加えた。そして元和9年4月20日（1623年5月19日）、輝元の正式隠居を理由に秀就が正式な毛利氏当主に就任して、秀元は2代将軍徳川秀忠の直々の命で仕置を代わりに行うように命じられた。秀元はこの秀忠の意向を盾に、長府藩の家格上昇と吉川氏への圧迫を強めていく。一方、輝元は秀元の政治力に期待する反面、吉川氏及びこれを支持する重臣達との対立を憂慮して、吉川広正に自分の娘・竹姫を嫁がせ、自分の次男毛利就隆に秀元の娘・菊姫を嫁がせることで両川の維持を訴えた。だが、輝元病没直後の寛永2年8月13日（1625年9月14日）には、秀元主導による大規模な家臣の移封が強行され、秀元は藩主同様の権力を行使しうることを内外に印象付けた。翌月に広家は憂慮のうちに病没している。
だが、秀元のこうした振舞いは専横とみなされて、新当主となった秀就からも反感を抱かれるようになる。そして寛永8年（1631年）に入ると、秀元の子の光広と秀就の娘との婚儀が破談したのを機に全面衝突の危機に至った。ここにおいて秀元は10月5日に執政を辞し、翌年9月13日には紆余曲折の末に吉川広正が新執政となった。だが、実際の政務は秀元の元で藩政改革を行い、吉川氏とも近い関係にあった益田元祥が家老として主導しており、秀就も広正執政の長期化を望まなかったため、次第に益田らの補佐を受けながら自らが政務を執るようになる。寛永11年（1634年）の秀元・広正の独立阻止を経て、長州藩毛利氏は藩主と家老ら重臣を中心とした藩運営による政治体制に移行し、当主が親族2家によって補佐される「毛利両川」の時代は事実上終了することになった。

## 軍事

### 山陰方面軍
- 鳥取城：吉川経家
- 月山富田城：吉川元春、吉川元長、吉川広家
- 石見銀山：吉川経安（但し隠居）
- 浜田：毛利元氏

### 山陽方面軍
- 備中国：小早川隆景、小早川秀包（小早川水軍）
- 長門国：市川経好、内藤隆春
- 周防国：南方就正

### 安芸国直轄領
- 吉田郡山城：毛利元就、毛利隆元、毛利輝元
- 桜尾城：桂元澄
- 草津城：児玉就方→児玉就英